# Georgija
Geórgija (angleško Georgia [džórdža]) je zvezna država Združenih držav Amerike, del ameriškega Juga na jugovzhodu države. Na severu meji na Tennessee in Severno Karolino, na severovzhodu na Južno Karolino, na jugovzhodu na Atlantski ocean, na jugu na Florido in na zahodu na Alabamo. Je 24. največja ameriška zvezna država po površini in osma po številu prebivalcev. Po popisu leta 2020 je imela 10.711.908 prebivalcev. Glavno in največje mesto je Atlanta; v njegovem metropolitanskem območju živi približno šest milijonov ljudi, kar je več kot polovica vseh prebivalcev Georgije.
Ustanovljena je bila kot Provinca Georgija leta 1732 in poimenovana po takratnem britanskem kralju Juriju II. Kmalu po tistem so prišli prvi naseljenci in 20 let kasneje je postala britanska kronska kolonija. Bila je med trinajstimi kolonijami, ki so začele boj za neodvisnost od Kraljevine Velike Britanije.